# 亞利桑那州鳳凰城聖殿
亞利桑那鳳凰城聖殿（Phoenix Arizona Temple）是耶穌基督後期聖徒教會的一座聖殿，位於亞利桑那州鳳凰城，是耶穌基督後期聖徒教會的第144座聖殿。鳳凰城聖殿於2008年宣布建設，在2011年動工，2014年10月10日至11月1日期間對外開放，並在2014年11月16日奉獻。

## 外部連結
- Phoenix Arizona Temple （页面存档备份，存于） at LDS.org (Official)
- Mormon Temples: Phoenix Arizona Temple （页面存档备份，存于） - "A Resource for Neighbors and Communities" from the LDS Church
- Phoenix Arizona Temple at LDSChurchTemples.com